# Pichl-Kainisch
Pichl-Kainisch est une ancienne commune autrichienne du district de Liezen en Styrie.